# Salduba maxima
Salduba maxima är en tvåvingeart som beskrevs av Kertesz 1908. Salduba maxima ingår i släktet Salduba och familjen vapenflugor. Inga underarter finns listade i Catalogue of Life.